# Lagarto-monitor

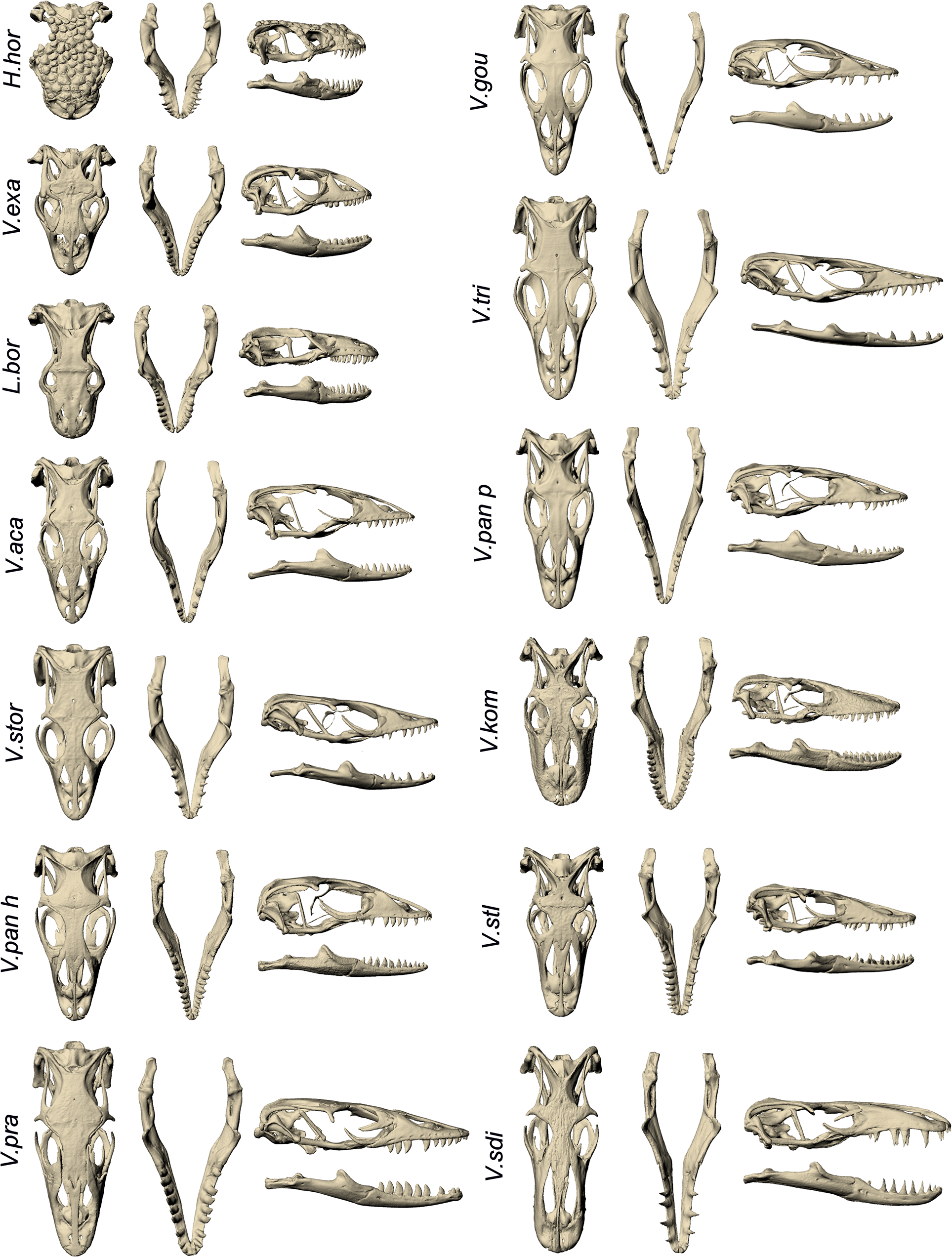
Crânios de vários varanóides

Os lagartos-monitores são grandes lagartos do gênero Varanus. Eles são nativos da África, Ásia e Oceania, com uma espécie também encontrada nas Américas como uma espécie invasora. Cerca de 80 espécies são reconhecidas.
Os lagartos-monitores têm pescoços longos, caudas e garras poderosas e membros bem desenvolvidos. O comprimento adulto das espécies existentes varia de 20 centímetros em algumas espécies, a mais de 3 metros no caso do dragão de Komodo, embora o varanídeo extinto conhecido como megalania ( Varanus priscus ) possa ter sido capaz de atingir comprimentos superiores a 7 metros. A maioria das espécies de monitores são terrestres, mas monitores arbóreos e semiaquáticos também são conhecidos. Enquanto a maioria dos lagartos-monitores são carnívoros, comendo ovos, répteis menores, peixes, pássaros, insetos e pequenos mamíferos, alguns também comem frutas e vegetação, dependendo de onde vivem.

## Distribuição
As várias espécies cobrem uma vasta área, ocorrendo através da África, o subcontinente indiano, a China, as Ilhas Ryukyu no sul do Japão, do sul ao sudeste da Ásia até a Tailândia, Malásia, Brunei, Indonésia, Filipinas, Nova Guiné, Austrália e ilhas de o Oceano Índico e o Mar da China Meridional. O monitor do Nilo da África Ocidental ( Varanus stellatus ) é agora encontrado no sul da Flórida e em Singapura. Lagartos-monitores também ocorreram na Europa no Neógeno, com os últimos vestígios conhecidos datando do Pleistoceno Médio.

## Hábitos e dietas
A maioria dos lagartos-monitores são quase inteiramente carnívoros, consumindo presas tão variadas quanto insetos, crustáceos, aracnídeos, miriápodes, moluscos, peixes, anfíbios, répteis, pássaros e mamíferos. A maioria das espécies se alimentam de invertebrados quando jovens e passam a se alimentar de vertebrados quando adultos. Os cervos constituem cerca de 50% da dieta dos adultos da maior espécie, Varanus komodoensis. Em contraste, três espécies arbóreas das Filipinas, Varanus bitatawa, Varanus mabitang e Varanus olivaceus, são principalmente frugívoros. Embora normalmente solitários, grupos de até 25 lagartos-monitores individuais são comuns em ecossistemas com recursos hídricos limitados. 

## Biologia
O gênero Varanus é considerado único entre os animais porque seus membros são relativamente morfologicamente conservadores, mas apresentam uma gama de tamanhos muito grande. No entanto, características morfológicas mais sutis, como a forma do crânio e dos membros, variam e estão fortemente relacionadas à ecologia de cada espécie.
Lagartos monitores mantêm grandes territórios e empregam técnicas de caça de perseguição ativa que lembram mamíferos de tamanho semelhante. A natureza ativa dos lagartos-monitores levou a vários estudos sobre as capacidades metabólicas desses lagartos. O consenso geral é que os lagartos-monitores têm as taxas metabólicas padrão mais altas de todos os répteis existentes.
Os lagartos-monitores têm um alto escopo aeróbio que é proporcionado, em parte, pela anatomia do coração. Enquanto a maioria dos répteis é considerada como tendo corações com três câmaras, os corações dos lagartos-monitores (assim como os das jibóias e pitões) têm um septo ventricular bem desenvolvido que separa completamente os lados pulmonar e sistêmico do sistema circulatório durante a sístole. Isso permite que os lagartos monitores criem diferenciais de pressão equivalentes aos mamíferos entre os circuitos pulmonar e sistêmico,  que, por sua vez, garantem que o sangue oxigenado seja rapidamente distribuído pelo corpo sem também inundar os pulmões com sangue de alta pressão.
Estudos anatômicos e moleculares indicam que todos os varanídeos (e possivelmente todos os lagartos) são parcialmente venenosos. O veneno dos lagartos monitores é diverso e complexo, como resultado dos diversos nichos ecológicos que os lagartos monitores ocupam. Os lagartos-monitores são ovíparos, pondo de sete a 37 ovos ,  que muitas vezes cobrem com solo ou protegem em um toco oco de árvore. Alguns lagartos monitores, incluindo o Dragão de Komodo, são capazes de partenogênese.

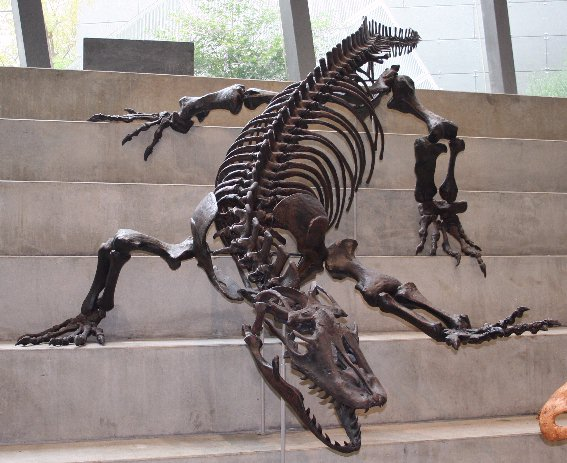
A gigante extinta megalânia (Varanus priscus)

A família Varanidae provavelmente tem a sua origem na Ásia há pelo menos 65 milhões de anos, embora algumas estimativas sejam anteriores ao final do Mesozoico (há 112 milhões de anos). Os lagartos-monitores provavelmente expandiram sua distribuição geográfica na África há entre 49 e 33 milhões de anos, possivelmente via Irã, e para a Austrália e o arquipélago da Indonésia há entre 39 e 26 milhões de anos.
Os varanídeos compartilharam pela última vez um ancestral comum com seus parentes vivos mais próximos, "monitores" sem orelhas, durante o Cretáceo Superior.
Durante o período cretáceo tardio, acredita-se que lagartos-monitores ou seus parentes próximos evoluíram para formas anfíbias e, em seguida, totalmente marinhas, os mosassauros, alguns dos quais atingiram tamanhos de 12 metros ou mais.
Acreditava-se que as cobras eram mais relacionadas aos lagartos monitores do que qualquer outro tipo de réptil existente; no entanto, mais recentemente foi proposto que as cobras fossem o grupo irmão do clado dos iguanianos e anguimorfos. Como as cobras, os lagartos-monitores têm línguas bifurcadas, que usam para sentir odores.
O gênero Varanus surgiu pela primeira vez na Laurásia. Durante o final do Oligoceno ao início do Mioceno, o grupo se dispersou para a Austrália, Nova Guiné e Ilhas Salomão três vezes diferentes. No final do Mioceno, o gênero também estava presente na África, Arábia, Ásia e Europa Oriental.
Na época do Pleistoceno, lagartos monitores gigantes viviam no sudeste da Ásia e na Australásia, sendo a espécie fóssil mais conhecida a megalânia ( Varanus priscus, uma goanna gigante anteriormente conhecida como Megalania prisca ). Esta espécie é um membro icônico da megafauna do Pleistoceno da Austrália, que se acredita ter sobrevivido até há cerca de 50 000 anos.

## Nome
O genérico nome Varanus é derivado do árabe palavra waral / waran ورن / ورل, a partir de um ouran comum semita raiz, waran, ou waral, que significa "dragão" ou "besta lagarto".
Em inglês, estes animais são conhecidos como "monitores" ou "lagartos monitor". O termo anterior "lagarto monitory" tornou-se raro por volta de 1920. O nome pode ter sido sugerido pelo hábito ocasional dos varanídeos de ficarem nas duas patas traseiras e parecerem "monitorar", ou talvez pelo seu suposto hábito de "alertar as pessoas sobre a aproximação de animais peçonhentos".
Na Austronésia, onde varanídeos são comuns, eles são conhecidos sob um grande número de nomes locais. São geralmente conhecidos como biawak ( malaio e indonésio ), bayawak ( filipino ), binjawak ou minjawak ou nyambik ( javanês ), ou variações dos mesmos. Outros nomes incluem hokai ( Ilhas Salomão ), bwo ou puo ou soa ( Maluku ), halo ( Cebu ), galuf ou kaluf ( Micronésia e Ilhas Carolinas ), batua ou butaan ( Luzon ), alu ( Bali ), hora ou ghora ( Komodo grupo de ilhas), phut ( birmanês ) e guibang ( Manobo ).
No sul da Ásia, eles são conhecidos como hangkok em Meitei, ghorpad घोरपड em Marathi, udumbu em Tamil e Malayalam, bilgoh em Bhojpuri, gohi (गोहि) em Maithili, em Sinhala como කබරගොයා ( kabaragoya ), em Telugu como udumu (ఉడుము), em Punjabi e Magahi como गोह ( goh ), em Assamês como gui xaap, em Odia como ଗୋଧି ( godhi ), e em Bengali como গোসাপ ( goshaap ) ou গুইসাপ ( guishaap ), e गोह ( goh ) em Hindi.
Devido à confusão com os grandes lagartos do Novo Mundo da família Iguanidae, os lagartos ficaram conhecidos como "goannas" na Austrália. Da mesma forma, no inglês da África do Sul, eles são chamados de leguaans, ou likkewaans, do termo holandês para Iguanidae, leguanen.

## Inteligência
Algumas espécies de lagartos varanídeos podem contar; estudos alimentando V. albigularis com vários números de caramujos mostraram que eles podem distinguir números de até seis. Observou-se que lagartos de V. niloticus cooperam ao forragear; um varanídeo atrai a fêmea do crocodilo para longe de seu ninho, enquanto o outro abre o ninho para se alimentar dos ovos. A isca então volta a se alimentar também dos ovos.   Os dragões de Komodo, V. komodoensis, no National Zoo em Washington, DC, reconhecem seus tratadores e parecem ter personalidades distintas.

## Usos

### Como animais de estimação

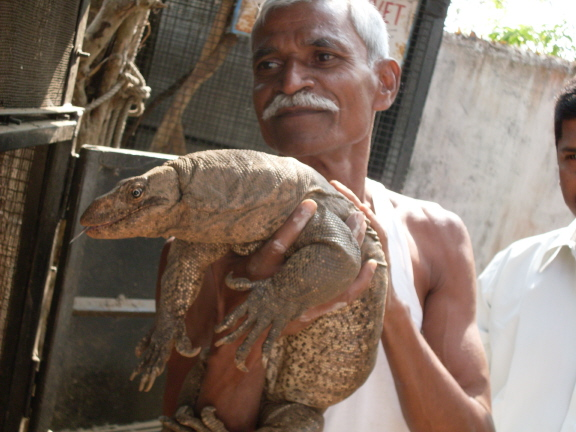
Monitor de Bengala ferido sendo atendido no Lok Biradari Prakalp na Índia

Os lagartos-monitores se tornaram um produto básico no comércio de animais de estimação de répteis. Os monitores mais comumente mantidos são o monitor de savana e o monitor anão Ackies, devido ao seu tamanho relativamente pequeno, baixo custo e disposição relativamente calma com manuseio regular. Entre outros, monitores de garganta negra, monitores de timor, monitores deá gua asiáticos, monitores do Nilo, monitores de manguezais, monitores de árvore esmeralda, monitores de árvore negra, monitores de roughneck, monitores de Dumeril, monitores de garganta de pêssego, monitores de crocodilo e monitores de Argus foram mantidos em cativeiro.

### Medicinal
A carne do lagarto-monitor, principalmente a língua e o fígado, é consumida em partes da Índia e da Malásia e é tradicionalmente considerada um afrodisíaco.
Em partes do Paquistão e do sul da Índia, bem como no nordeste da Índia, especialmente em Assam, as diferentes partes dos lagartos-monitores são usadas para uma variedade de propósitos médicos. A carne é comida para o alívio de dores reumáticas, a gordura abdominal é usada como pomada para infecções de pele, óleo e gordura são usados para tratar hemorróidas ou dores crônicas e o óleo é usado como lubrificante afrodisíaco ( sande ka tel ).
No entanto, foi relatado que consumir sangue e carne crus de lagartos-monitores causa meningoencefalite eosinofílica, já que alguns monitores são hospedeiros do parasita Angiostrongylus cantonensis o que pode ao em vez de curar, trazer uma Verminose grave.

### Couro
A "exploração em grande escala" de lagartos-monitores é feita para suas peles, que são descritas como "de considerável utilidade" na indústria do couro. Na Papua Nova Guiné, o couro do lagarto monitor é usado para membranas em tambores tradicionais (chamados kundu ), e esses lagartos são chamados de kundu palai ou "lagarto tambor" em Tok Pisin, a principal língua comercial da Papuásia.

### Comida
A carne de lagartos-monitores é consumida por algumas tribos na Índia, nas Filipinas, Austrália, África do Sul e África Ocidental como fonte suplementar de carne.  Tanto a carne quanto os ovos também são consumidos no sudeste da Ásia, como Vietnã e Tailândia, como iguarias. A carne de lagartos-monitores é usada no Nepal para fins medicinais e alimentares. Como citado anteriormente, quando mal preparado, a carne de lagarto-monitor pode trazer sérios danos a saúde, como envenenamentos e Verminoses.

### Música
A pele dos lagartos monitores é usada para fazer um instrumento de percussão carnático chamado kanjira.

## Status protegido
De acordo com a Lista Vermelha de espécies ameaçadas da IUCN, a maioria das espécies de lagartos-monitores se enquadra nas categorias de menor preocupação, mas a população está diminuindo globalmente. Todas as espécies de lagartos-monitores, exceto cinco, são classificadas pela Convenção sobre o Comércio Internacional de Espécies Ameaçadas de Fauna e Flora Selvagem no Apêndice II, que é vagamente definido como espécies que não estão necessariamente ameaçadas de extinção, mas podem se tornar a menos que o comércio de tais espécies seja sujeito a regulamentação estrita para evitar uso incompatível com a sobrevivência da espécie na natureza. As cinco espécies restantes - V. bengalensis, V. flavescens, V. griseus, V. komodoensis e V. nebulosus - são classificadas no Apêndice I da CITES, que proíbe o comércio internacional das espécies.

## Classificação

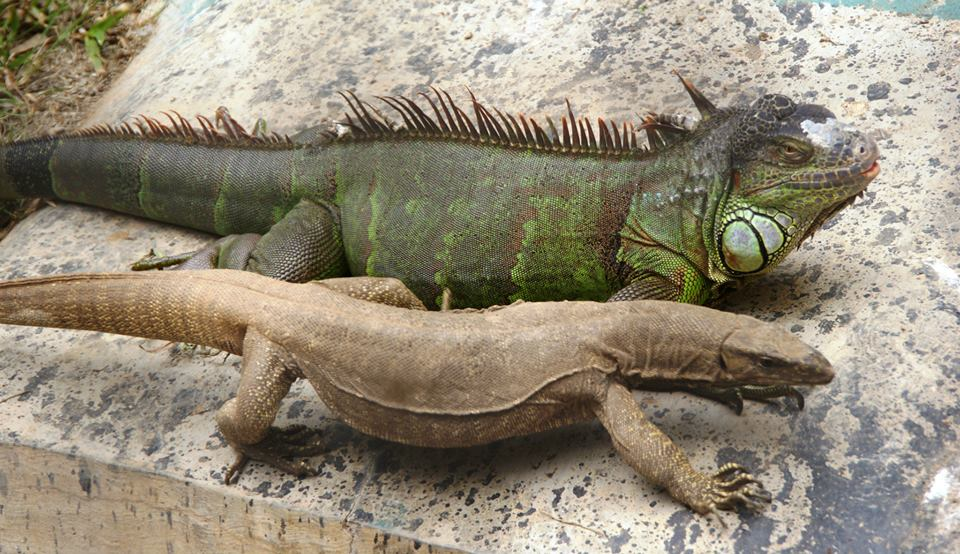
Monitor de Bengala (V. bengalensis) com iguana verde (iguana Iguana)

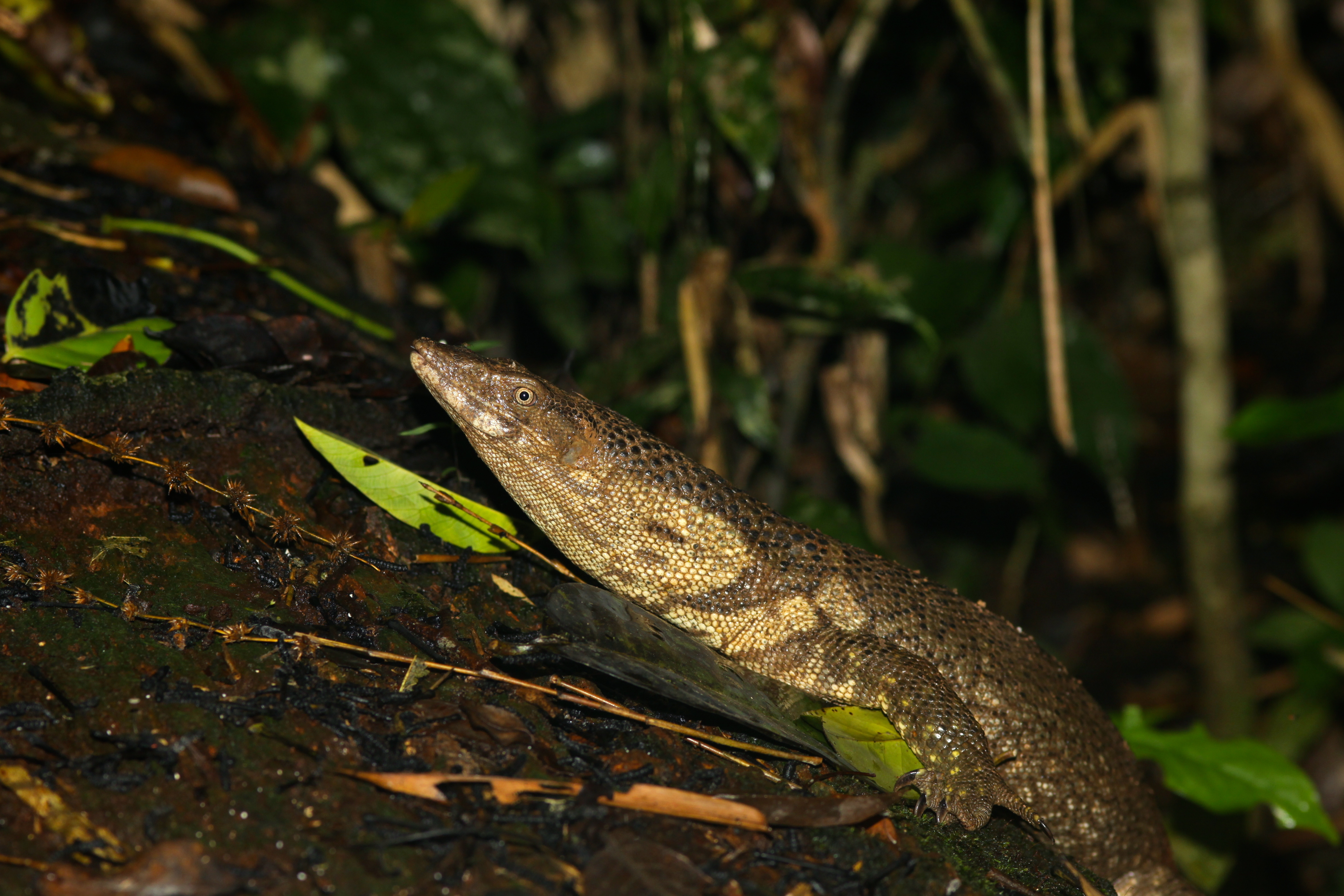
Monitor de Dumeril (V. dumerlii)

Gênero Varanus
As espécies marcadas com † estão extintas
- † V. hoffmani?[42]
- † V. marathonensis
- † V. mokrensis
- † V. rusingensis

- V. bengalensis, monitor de Bengala
- V. dumerilii, monitor de Dumeril, monitor de roughneck marrom
- V. flavescens, monitor dourado, monitor amarelo, monitor curto
- V. nebulosus, monitor nublado
- V. rudicollis, monitor de estaleirador negro

subgênero Varanus :
- V. giganteus, perentie

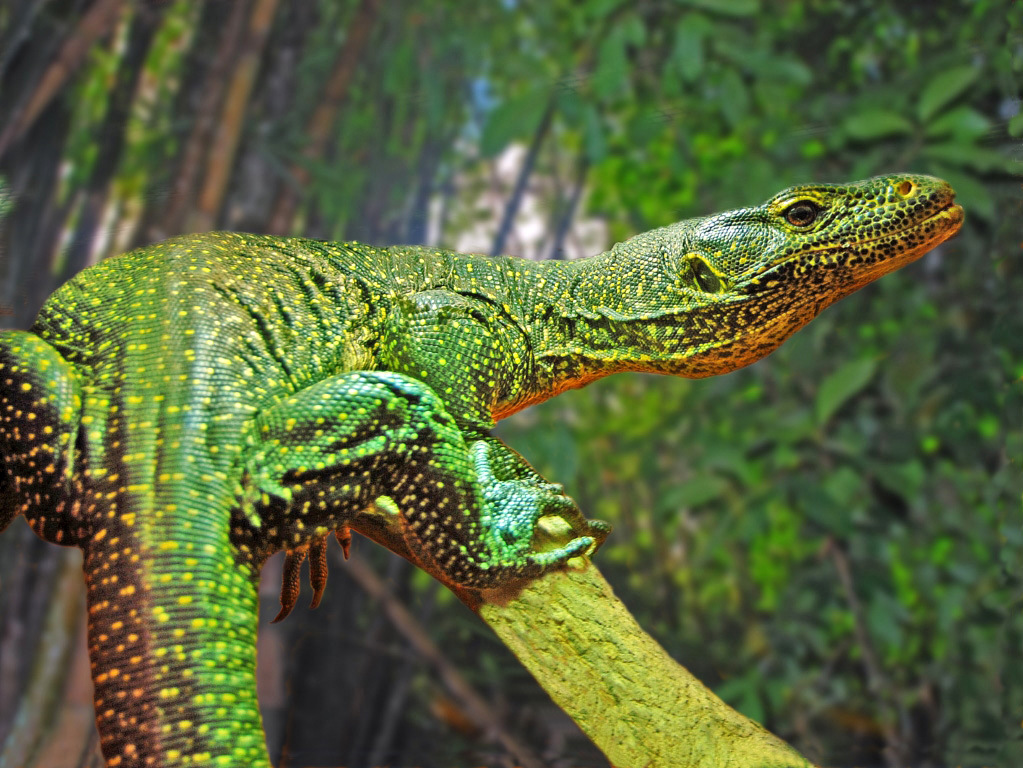
Monitor de cauda azul (V. doreanus)

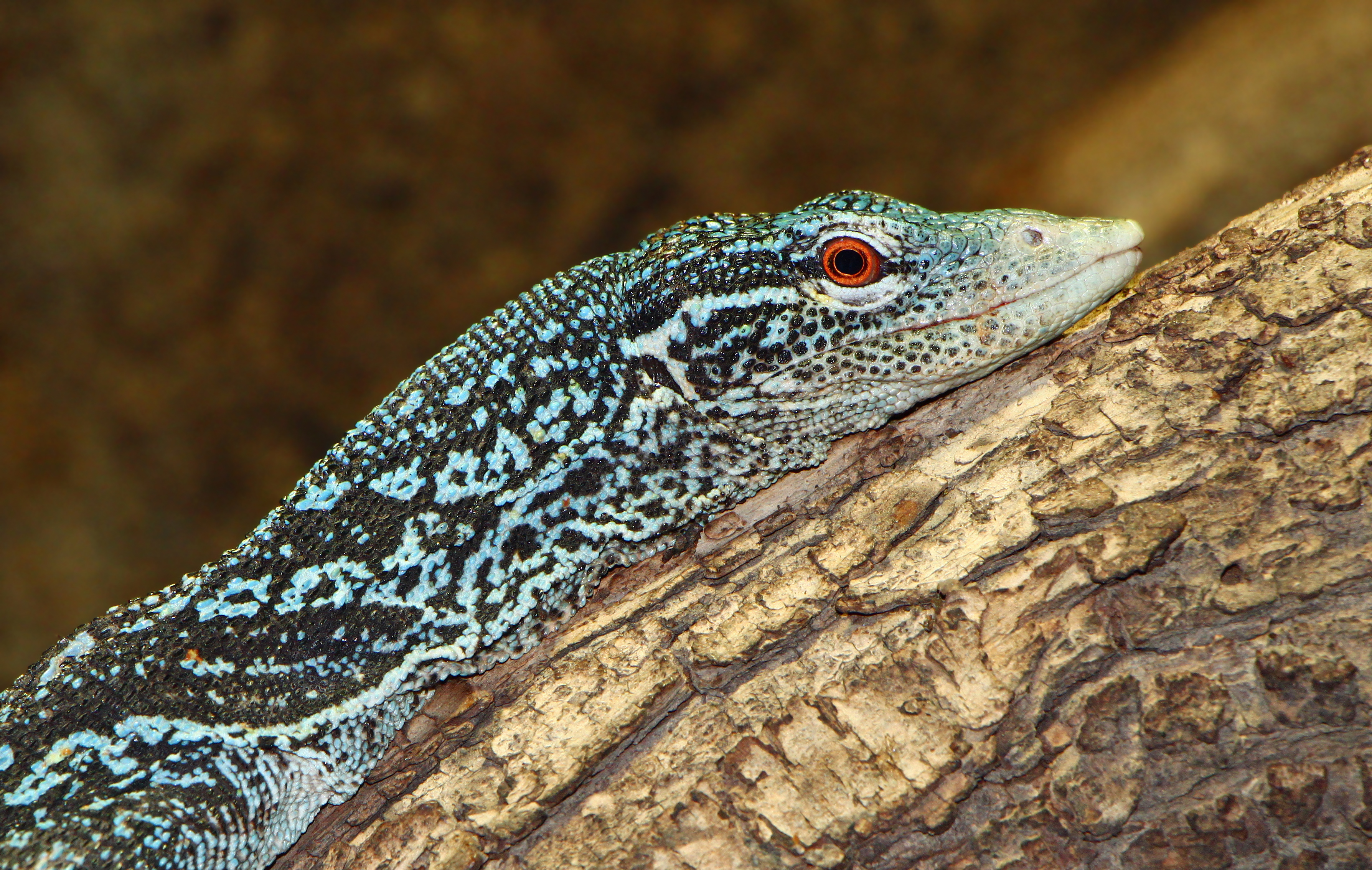
Monitor de árvore com manchas azuis (V. macraei)

- V. gouldii, monitor de Gould, monitor de areia, sand goanna
- V. mertensi, monitor de Mertens
- V. panoptes
  - V. p. panoptes, monitor Argus
  - V. p. horni, monitor de Horn
  - V. p. rubido, monitor de manchas amarelas
- † V. priscus, megalania
- V. rosenbergi, monitor de Rosenberg, monitor de saúde
- V. spenceri, monitor de Spencer
- V. varius, monitor de renda
- V. komodoensis, dragão de Komodo